# Merkur (revista)
Merkur, subtitulada Deutsche Zeitschrift für europäisches Denken, es una revista y publicación mensual líder en Alemania, que tiene su sede en la ciudad de Stuttgart. Su editor es Klett Cotta.

## Historia
Merkur apareció por primera vez en 1947 y desde entonces no ha desfallecido. Su edición récord fue en julio de 2011, cuando lanzó al mercado más de 4.800 ejemplares. La revista tuvo su sede en un principio en la ciudad de Múnich, para más adelante trasladarse a Stuttgart.
A lo largo de su historia, muchos influyentes intelectuales han escrito en Merkur. Entre ellos cabe destacar a los filósofos Hannah Arendt, Theodor Adorno, Ernst Bloch, Martin Heidegger, Hans-Georg Gadamer, Jürgen Habermas, Axel Honneth o Carl Schmitt; a los sociólogos como Arnold Gehlen, Niklas Luhmann, Hans Joas y Dirk Baecker; pero también han colaborado escritores como Ingeborg Bachmann, Ilse Aichinger, Alfred Andersch, Hans Magnus Enzensberger o Kathrin Röggla. Merkur ha sido capaz de reunir las voces de la izquierda y la derecha, lo que es inusual en las publicaciones de cualquier país.
En enero de 2016, la revista sacó su número 800.